# رافاييل بينيدا (صحفي)
رافاييل بينيدا (بالإنجليزية: Rafael Pineda)‏ هو صحفي أمريكي، ولد في 20 ديسمبر 1937 في كوبا، وتوفي في 22 نوفمبر 2011.